# Binary Runtime Environment for Wireless
Binary Runtime Environment for Wireless (ambiente di esecuzione binario per reti senza fili, noto principalmente con l'acronimo BREW) è una piattaforma per lo sviluppo di applicazioni per i cellulari creata da Qualcomm.
Originariamente sviluppata per dispositivi CDMA, ma poi adattata ad altre interfacce cellulari, come GSM/GPRS, BREW è una piattaforma software che può scaricare ed eseguire piccole applicazioni, come giochi, client di messaggistica, programmi per la condivisione di foto, ecc.
Il principale vantaggio della piattaforma BREW è che gli sviluppatori possono facilmente tradurre le loro applicazioni tra tutte le periferiche Qualcomm. BREW agisce fra l'applicazione e il sistema operativo della periferica wireless, permettendo ai programmatori di scrivere applicazioni senza richiedere loro uno sviluppo ad hoc per l'interfaccia del sistema o di essere specializzati nella programmazione delle applicazioni wireless.
Questa tecnologia ha esordito nel settembre 2001.

## Software
Il software per dispositivi compatibili BREW può essere sviluppato in C o in C++, usando il BREW SDK, scaricabile gratuitamente.
Per gli sviluppatori esiste un completo set di API che facilitano lo sviluppo di software in C, C++ e Java e sono supportate da un ASIC; l'ammontare di memoria indirizzabile è di circa 15900 K. BREW è anche definito come "pseudo sistema operativo" e gira su BREW RTOS.
Produttori come Huawei, INQ, Amoi, LG, Samsung Mobile, ZTE,  HTC, tra gli altri, utilizzano Brew OS e le sue applicazioni in alcuni dei loro telefoni cellulari e lo si trova nei telefonini 3 UK quali lo 3 Skypephone, l'INQ1, ZTE Z431, LG T385 e lo Huawei u7510 (3 Touch). La Zeebo è l'unica console per giochi a utilizzare Brew.